# Gedung Boga/Raja
Gedung Boga/Raja is een bestuurslaag in het regentschap Mesuji van de provincie Lampung, Indonesië. Gedung Boga/Raja telt 7420 inwoners (volkstelling 2010).